# Charles Antenen
Charles Antenen   (La Chaux-de-Fonds, 3 de novembre de 1929 - Les Bayards, 20 de maig de 2000) fou un futbolista suís de la dècada de 1950.

## Trajectòria
Era conegut amb el sobrenom de Kiki. La major part de la seva carrera la va viure al FC La Chaux-de-Fonds, on jugà entre 1945-52 i 1954-65, i on guanyà tres lligues i sis copes nacionals. També jugà al Lausanne Sports la temporada 1953-54. Amb la selecció de Suïssa disputà 56 partits i marcà 22 gols. A més participà a tres mundials, Brasil 1950, Suïssa 1954 i Xile 1962.

## Palmarès
- Lliga suïssa de futbol:
  - 1953-54, 1954-55, 1963-64
- Copa suïssa de futbol:
  - 1947-48, 1950-51, 1943-54, 1954-55, 1956-57, 1960-61